# 9986 Хірокун
9986 Хірокун (9986 Hirokun) — астероїд головного поясу, відкритий 12 липня 1996 року.
Тіссеранів параметр щодо Юпітера — 3,385.